# ۵۷۴ (میلادی)
۵۷۴ (میلادی) پانصد و هفتاد و چهارمین سال تقویم میلادی است.

## زادگان
ابوبکر

## درگذشتگان
‎